# Joan Francesc Chia i Alba
Joan Francesc Chia i Alba (Barcelona, 25 d'octubre de 1851 – Barcelona, 12 de març de 1916) fou un escenògraf català.
Fou fill de Joan Chia i Oliva i de Joaquima Alba i Rebull, ambdós de Barcelona. La mare va morir el 3 d'abril de 1914 a Barcelona als 94 anys.
Joan Francesc Chia es va formar a l'Escola de Llotja sota les ordres de Soler i Rovirosa i Francesc Pla. Va realitzar escenografies a diferents ciutats europees, entre d'altres València, Lisboa, Barcelona i Madrid. A la ciutat comtal va realitzar encàrrecs per al Teatre Novetats i per al Teatre Tívoli. També fou director del Reial Cercle Artístic el 1896.